# Харитонов, Андрей Владимирович
Андре́й Влади́мирович Харито́нов (4 апреля 1959, Иваново—13 января 2012, Москва) — советский и российский шахматист, гроссмейстер (1993). Военнослужащий.
В составе команды ЦСКА (Москва) трёхкратный обладатель Кубка европейских клубов (1986, 1988 и 1990). В составе сборной РСФСР победитель 17-го чемпионата СССР между командами союзных республик (1985) в Волгограде. Чемпион РСФСР (1987), чемпион Москвы (2002). Разделил 2-3 место (с Валерием Филипповым) в финале 1-го Кубка России (1996—1997) в Сочи.
Тренер-секундант Ирины Левитиной на матче за звание чемпионки мира против Майи Чибурданидзе в 1984 году. Консультировал также Анатолия Карпова в матче на первенство мира 1990 года. После завершения спортивной карьеры занимался тренерской деятельностью, работой с детьми.

## Спортивные достижения
| Год  | Город      | Турнир                   | + | − | =  | Результат | Место |
| ---- | ---------- | ------------------------ | - | - | -- | --------- | ----- |
| 1979 | Сочи       |                          |   |   |    | из        | 3—4   |
| 1984 | Львов      | 51-й чемпионат СССР      | 1 | 6 | 10 | 6 из 17   | 18    |
| 1987 | Курск      | Чемпионат РСФСР          | 6 | 0 | 11 | 11½ из 17 | 1     |
|      | Сочи       |                          |   |   |    | из        | 1—3   |
|      | Свердловск | 1-я лига чемпионата СССР |   |   |    | из        | 2—3   |
| 1988 | Москва     | 55-й чемпионат СССР      | 0 | 5 | 12 | 6 из 17   | 17—18 |
| 1994 | Элиста     | 47-й чемпионат России    | 2 | 0 | 9  | 6½ из 11  | 7—15  |
|      |            |                          |   |   |    | из        |       |

## Творческая манера
Шахматист активного позиционного стиля с выдающимися аналитическими данными. Автор ряда статей по теории и практике шахматной игры.

## Семья
После ранней смерти жены один воспитывал двух дочерей — Алину (1993) и Александру (1995). Жил с детьми в двухкомнатной квартире в московском районе «Восточное Дегунино».

## Смерть
Последние 10 лет жизни испытывал серьёзные проблемы с сердечно-сосудистой системой и почками. Неоднократно госпитализировался, однако от операции отказался. Скончался после тяжёлой продолжительной болезни поздним вечером 13 января 2012 в кардиореанимации 15-й городской больницы. Похоронен после кремации на Лианозовском кладбище, 6-й участок.

## Изменения рейтинга
| Графики недоступны из-за технических проблем. См. информацию на Фабрикаторе и на mediawiki.org. |